# Radovi na cesti
Radovi na cesti deseti je studijski album bosanskohercegovačke rock skupine Zabranjeno pušenje objavljen 10. listopada 2013. godine u izdanjima Croatia Recordsa, Dallas Recordsa i Tropika.

## Popis pjesama
Izvor: Discogs
| 1.    | »U Tvoje ime«                                                                      | Davor Sučić                | Sučić, Antun Lović    | 2:51 |
| 2.    | »Tri kile, tri godine«                                                             | Sučić, Lović               | Sučić, Lović          | 4:01 |
| 3.    | »Ti voliš sapunice«                                                                | Sučić, Lović               |                       | 3:16 |
| 4.    | »Kafana kod Keke«                                                                  | Sučić, Lović               | Sučić, Lović          | 3:53 |
| 5.    | »Boško i Admira«                                                                   | Sučić, Lović, Mario Vestić | Sučić, Lović, Vestić  | 5:34 |
| 6.    | »Reci da svemu«                                                                    | Sučić, Lović               | Sučić, Lović          | 4:27 |
| 7.    | »Mafija«                                                                           | Sučić                      | Sučić, Lović          | 3:27 |
| 8.    | »Lav«                                                                              | Sučić, Lović               |                       | 4:35 |
| 9.    | »Egzotične ljepotice istoka (ili Kako je počela Revolucija u kasabi Donji Mejdan)« | Sučić, Lović               | Lović, Branko Trajkov | 4:39 |
| 10.   | »Klasa Optimist«                                                                   | Sučić, Lović, Trajkov      |                       | 3:51 |
| 11.   | »Neprijatelj« (Bonus pjesma)                                                       | Sučić, Lović               | Lović                 | 4:26 |
| 45:00 |                                                                                    |                            |                       |      |

## Izvođači i osoblje
Preneseno s omota albuma.
| Zabranjeno pušenje - Davor Sučić – vokal, gitara, prateći vokal - Toni Lović – električna i akustična gitara - Branko Trajkov "Trak" – bubnjevi, udaraljke, akustična gitara, prateći vokal - Robert Boldižar – violina, klavijature, prateći vokal - Paul Kempf – klavijature - Dejan Orešković "Klo" – bas-gitara Gostujući glazbenici - Ante Prgin "Surka" – prateći vokal (skladba 2), truba (skladbe 2, 3) - Romeo Krželj "Roki" – prateći vokal (skladba 5) - Nenad Borić – bubnjevi |  | Produkcija - Davor Sučić – produkcija - Toni Lović – programiranje, inženjering zvuka, miksanje, produkcija (Studio Plavi Film u Zagrebu) - John Davis – mastering (Metropolis Mastering iz Londona) - Dario Vitez – izvršni producent Dizajn - Anur Hadžiomerspahić – dizajn omota (Agencija Ideologija iz Sarajeva, BIH) - Saša Midžor Sučić – fotografija |